# Orłów-Kolonia
Orłów-Kolonia [ˈɔrwuf kɔˈlɔɲa] este un sat din centrul Poloniei, situat în comuna Bedlno, powiatul Kutno, voievodatul Łódź. El se află la aproximativ 9 kilometri (6 mi) sud de Bedlno, la 18 kilometri (11 mi) sud-est de orașul Kutno și la 40 kilometri (25 mi) nord de capitala regională Łódź.
În perioada 1975-1998 satul a aparținut din punct de vedere administrativ voievodatului Płock.